# 알 아사드 공군기지

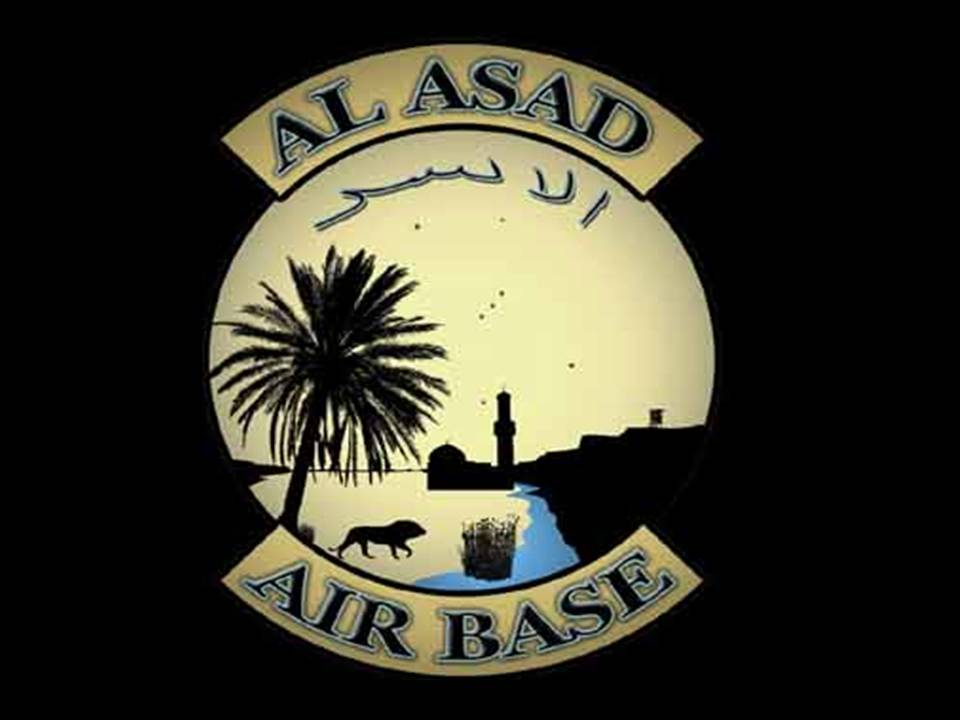

알 아사드 공군기지는 이라크에 위치한 미국 공군기지이다.

## 역사
2003년 이라크 전쟁 당시, 이라크 내의 2번째로 큰 미국 공군 기지였다. 2010년 1월까지 제2해병원정군과 서방 연합군들이 주둔했다. 제2해병원정군은 62,000명의 해병과 선원들로 구성되어 있다.
4 km 길이 활주로 2개, 3 km 길이 활주로 1개가 설치되어 있다.
아인 아사드 공군기지는 이라크 서부 안바르주에 위치해, 미군은 2003년 이라크 침공으로 사담 후세인 정권을 축출했을 때부터 이곳에 주둔했다. 최근엔 이곳을 기반으로 이슬람국가 격퇴전을 펼쳤다.
2014년 1월 4일 기준으로, 이라크 내에 미군 2140명이 주둔하고 있으며, 이 중 800명은 대사관 등 정부 기관과 미국인 보호 등의 임무를 수행하고 있으며 나머지 1340명은 이라크 군 훈련을 담당하고 있다.
2020년 1월 7일 오후 5시 30분 (GMT 22시 30분), 이란이 수십발의 지대지 탄도 미사일로 알 아사드 공군기지와 아르빌 기지를 공격했다. 이라크 수도 바그다드에서 서쪽으로 180 km 떨어진 안바르주 아인 알아사드 공군 기지에는 미군 수백 명이 주둔하고 있는 것으로 알려졌다. 1시간 30분쯤 뒤에 2차 미사일 공격을 감행했다.
이란이 7일(현지시간) 미사일 공격을 감행한 이라크 미군 기지 두 곳 중 아르빌은 한국과도 인연이 깊은 곳이다. 고(故) 노무현 전 대통령이 논란 끝에 파병을 결정했던 자이툰 부대가 주둔했던 곳이다. 아르빌 기지는 북부 모술 인근 기지로 2003~2008년 한국의 이라크 파병 자이툰 부대 주둔지였다. 2008년 12월, 미군이 이라크 아르빌의 자이툰 부대 주둔지와 시설들을 이용할 것으로 알려졌다.

## 같이 보기
- en:2020 Al Asad Airbase strike
- en:2020 Baghdad International Airport airstrike
- 2020년 이란의 이라크 주둔 미군 공격